# Social CRM
Social CRM (customer relationship management) is het gebruik door organisaties van socialmediadiensten, -technieken en -technologie, met als doel interactie te hebben met hun klanten.
Het is een nieuwe term die verschillende interpretaties kan hebben, maar het meest geciteerd is de definitie van Paul Greenberg:
Social CRM is een visie en een zakelijke strategie die technologisch ondersteund wordt en business rules, workflow, processen en sociale kenmerken omvat en ontworpen is om de klant te betrekken in een gesprek met als doel wederzijdse waarde te creëren in een betrouwbare en transparante zakelijke context. Het is het antwoord van de organisatie op het feit dat de klant de eigenaar is van de conversatie.
Social Media Monitoring is een onderdeel van Social CRM. Hierbij volgen organisaties relevante vermeldingen van hun producten en merken op platformen zoals Facebook, Twitter en LinkedIn en reageren zij hierop. Hiernaast omvat Social CRM ook klantencommunity's die door de organisatie zelf beheerd worden.

## Toepassingen van Social CRM
Social CRM wordt toegepast in onder meer marketing, dienstverlening aan de klant en verkoop:
- onderlinge ("peer to peer") klantenondersteuning
- ideeëngeneratie
- marktonderzoek
- productontwikkeling en -lancering
- merk -en reputatiemanagement

Altimeter Group en Gartner hebben onderzoek gepubliceerd over toepassingen van Social CRM.